# Orlando Bridgeman (1er comte de Bradford)
Orlando Bridgeman, 1er comte de Bradford (19 mars 1762 - 7 septembre 1825) est un pair et homme politique britannique qui siège à la Chambre des communes de 1784 à 1800.

## Biographie

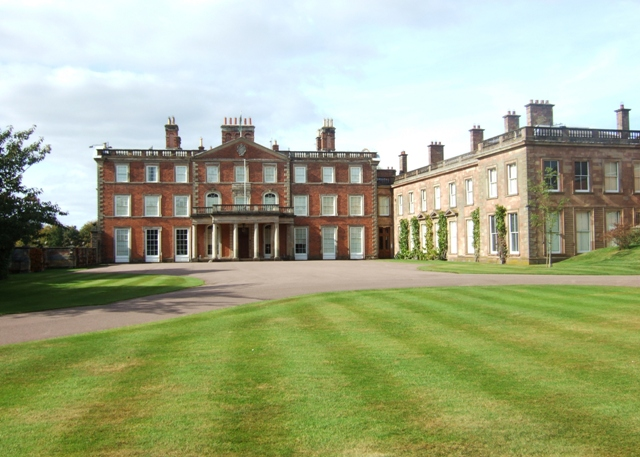
Weston Park

Il est le fils d'Henry Bridgeman (1er baron Bradford) et de son épouse Elizabeth Simpson, fille du révérend John Simpson. Il étudie à la Harrow School, à Londres, et au Trinity College, à Cambridge.
À l'élection générale de 1784, il est élu sans opposition en tant que député de Wigan. Il est réélu sans opposition pour Wigan à nouveau en 1790 et 1796. Son frère aîné Henry Simpson Bridgeman étant décédé en 1782, il succède à son père le 5 juin 1800 et quitte son siège à la Chambre des communes. Le 30 novembre 1815, il est fait vicomte de Newport, dans le comté de Shropshire et comte de Bradford, dans le comté de Shropshire. Il est décédé à l'âge de 63 ans à Weston Park, dans le Staffordshire.

## Famille
Lord Bradford épouse Lucy Elizabeth Byng, fille de George Byng (4e vicomte Torrington) le 29 mai 1788 Ils ont quatre fils et une fille:
- George Bridgeman (2e comte de Bradford) (1789-1865)
- Charles Orlando Bridgeman (1791-1860), marié à Eliza Caroline Chamberlain, fille de Henry Chamberlain (1er baronnet) le 2 janvier 1819
- Lucy Whitmore (en) (1792-1840), mariée à William Wolryche-Whitmore
- Orlando Henry Bridgeman (1794-1827), marié à Lady Selina Needham, fille de Francis Needham (1er comte de Kilmorey) le 5 juillet 1817
- Révérend Hon. Henry Edmund Bridgeman (1795-1872), épouse sa cousine Louisa Elizabeth Simpson, fille de John Simpson le 25 août 1820. Simpson est le fils d'Henry Bridgeman (1er baron Bradford) mais prend le nom de Simpson en 1785.